# Karl-Marx-Denkmal (Frankfurt (Oder))

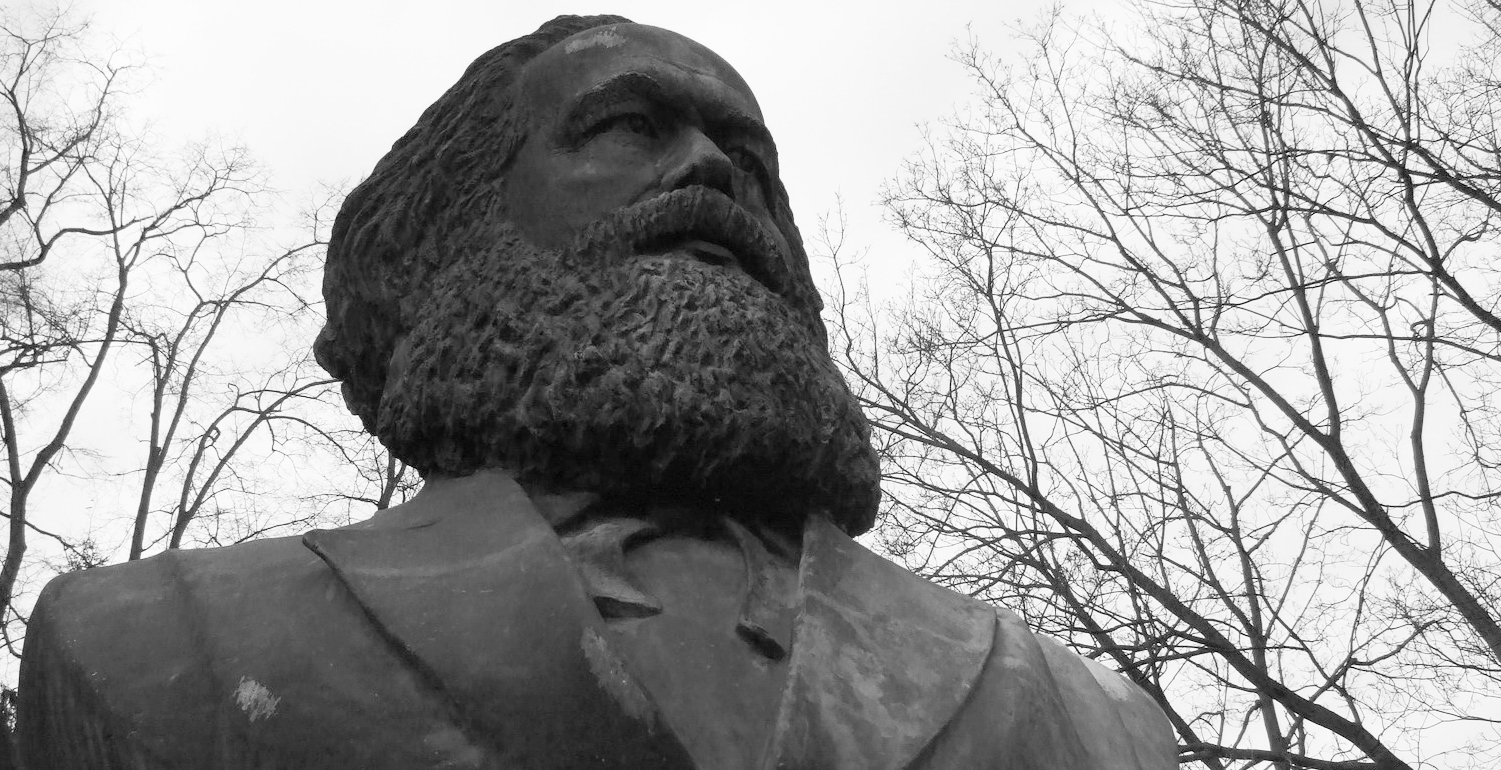
Nahaufnahme der Karl-Marx-Büste

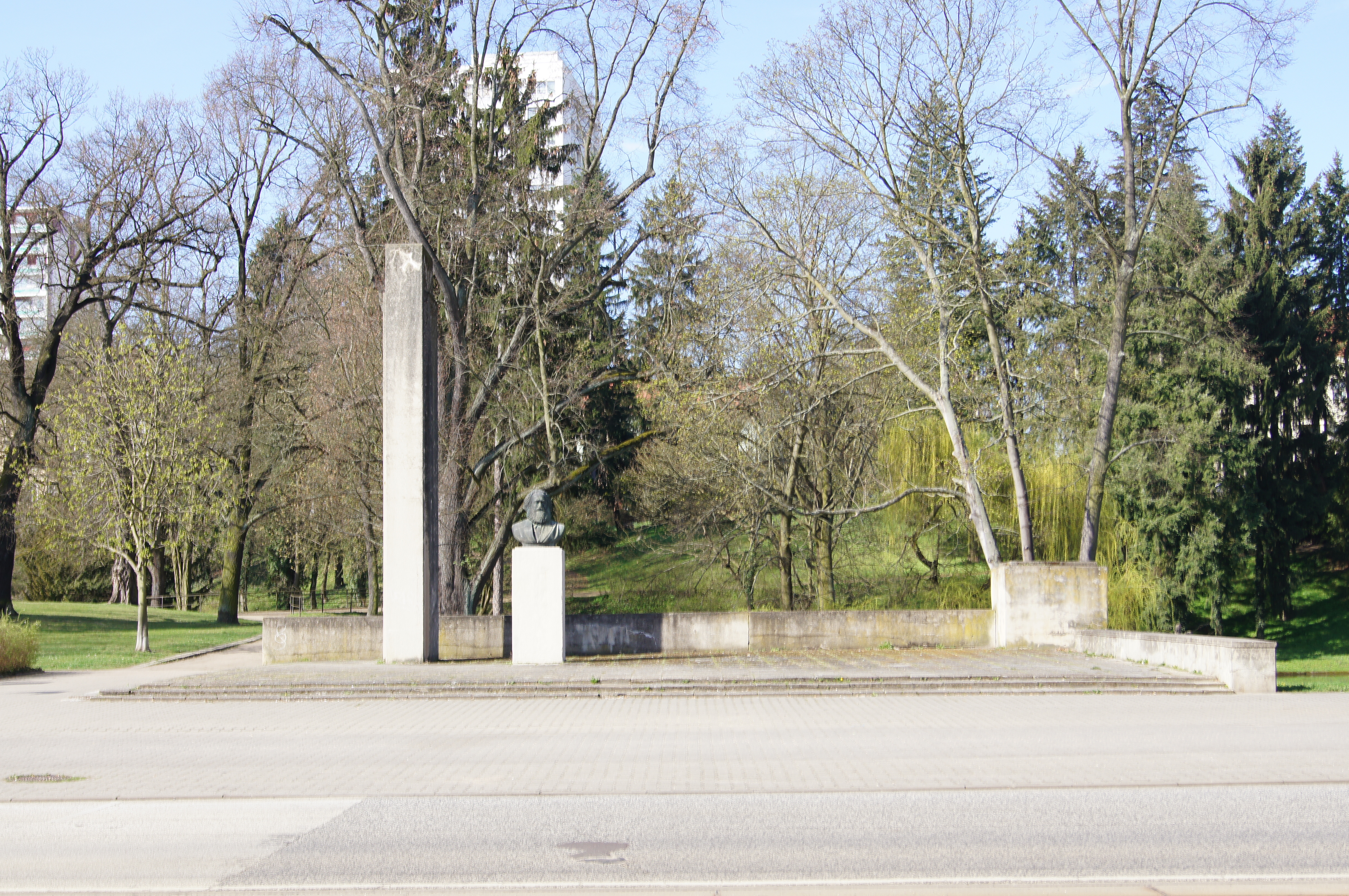
Blick von Osten auf die Gesamtanlage, 2016

Das Karl-Marx-Denkmal in Frankfurt (Oder) ist ein im Jahr 1968 zum Andenken an Karl Marx geschaffenes Denkmal. Es steht am Rande des Lennéparks an der Karl-Marx-Straße.
Ende der 1960er Jahre sollte „am nördlichen Zugang zum zentralen Bereich der Stadt“, an der überbreiten „Magistrale“, die seit dem 14. Juli 1952 Karl-Marx-Straße hieß, ein Monument für Karl Marx geschaffen werden. Der schon länger im Besitz der Stadt befindlichen Guss der 1954 von Fritz Cremer geschaffene Bronzebüste „so zu platzieren, daß sie eine große gesellschaftliche Wirksamkeit erhält“. Am 7. Februar 1968 entschied sich der Rat der Stadt für den Entwurf des Frankfurter Künstlers Arnd Wittig. Mittelpunkt des von Arndt Wittig und Stadtarchitekten Manfred Vogler konzipierten und heute unter Denkmalschutz stehenden Ensembles auf einer dreistufig erhöhten Terrasse ist die etwa 1,20 Meter große Büste von Karl Marx. Dahinter befindet sich eine, etwa 9 Meter hohe Säule mit dem von Wittig entworfenen Schriftzug des abgewandelten Marx-Zitates „Die Theorie wurde zur materiellen Gewalt“. Die Stele und den Sockel fertigten der VEB Betonwerk, die Maurerarbeiten führte der VEB Baureparaturen und die Stützwand aus Fertigteilen die Firma Lemm aus. Trotz der Kürze der Zeit wurde die Anlage rechtzeitig fertig und konnte am Vormittag des 5. Mai 1968, zum 150. Geburtstag von Karl Marx feierlich eingeweiht werden.
Das Monument wurde in die Denkmalliste des Landes Brandenburg aufgenommen.
2021 wurde das Denkmal saniert und dabei die Fläche um das Denkmal verkleinert für eine bessere Integration in den Lennépark.